# Cải cầu vồng
Cải cầu vồng, cải sa hay cải củ dền (danh pháp khoa học: Beta vulgaris subsp. vulgaris) là một loại rau ăn lá cùng họ với củ dền nhưng thay vì phần củ mọc lớn, loài cải này phát triển phần lá với đặc điểm cuống lá lớn. Cuống thường màu trắng nhưng nhà nông còn chuộng các giống có cuống lá màu vàng, màu đỏ. Vì vậy tiếng Việt có tên gọi là cải cầu vồng.

## Lịch sử

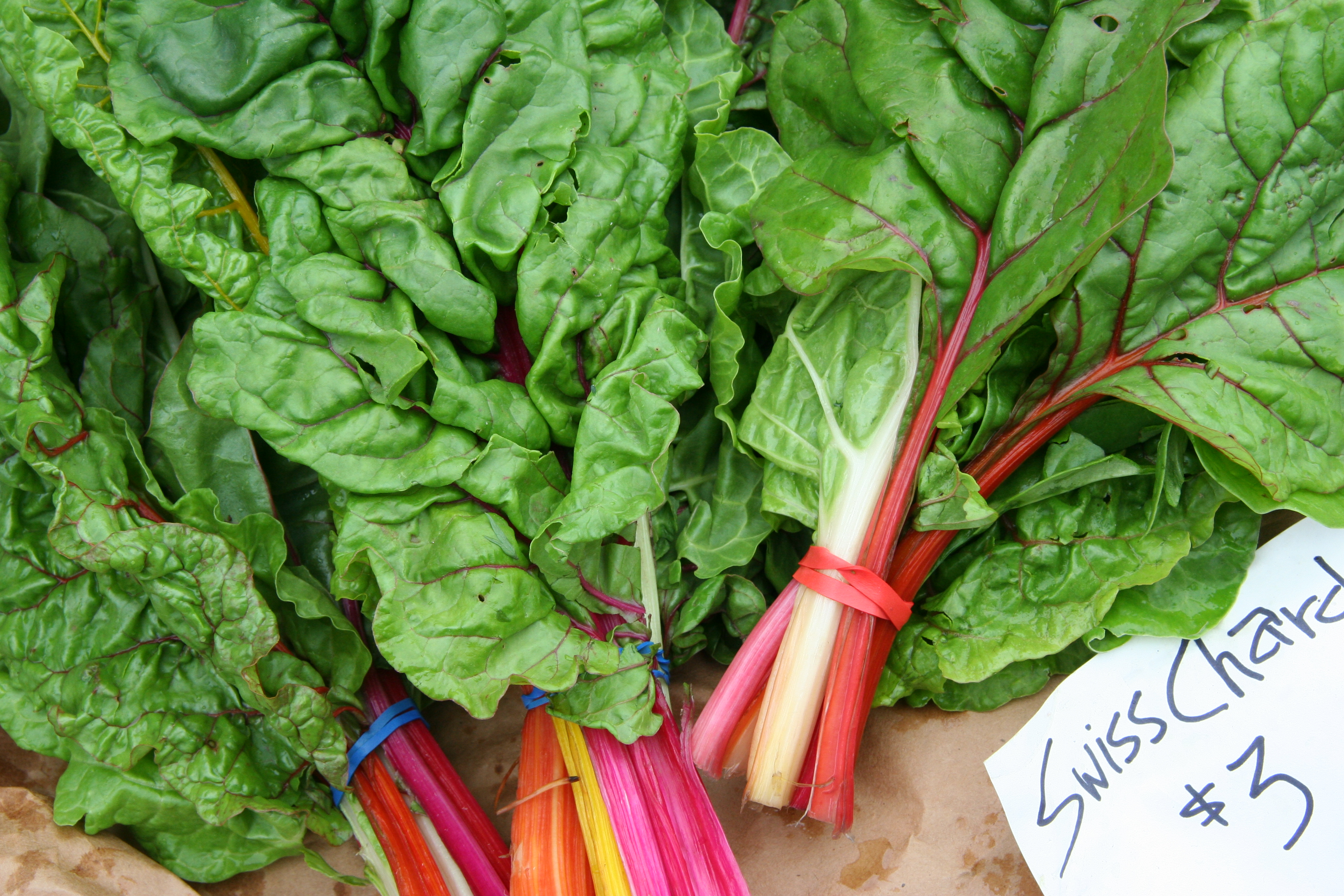
Bó cải bầy bán

Loài này được Carl Linnaeus mô tả lần đầu năm 1753 với tên Beta vulgaris var. cicla. Sau đó phân loại thay đổi nhiều lần, có khi tách ra làm loài riêng sau lại nhập vào với Beta vulgaris tức chung với củ cải ngọt, củ dền... Loài nguyên thủy là "cải biển" Beta vulgaris subsp. maritima, thuần canh ở vùng Địa Trung Hải trước tiên, sau được canh tác khắp Âu châu.